# Bilal Gökce

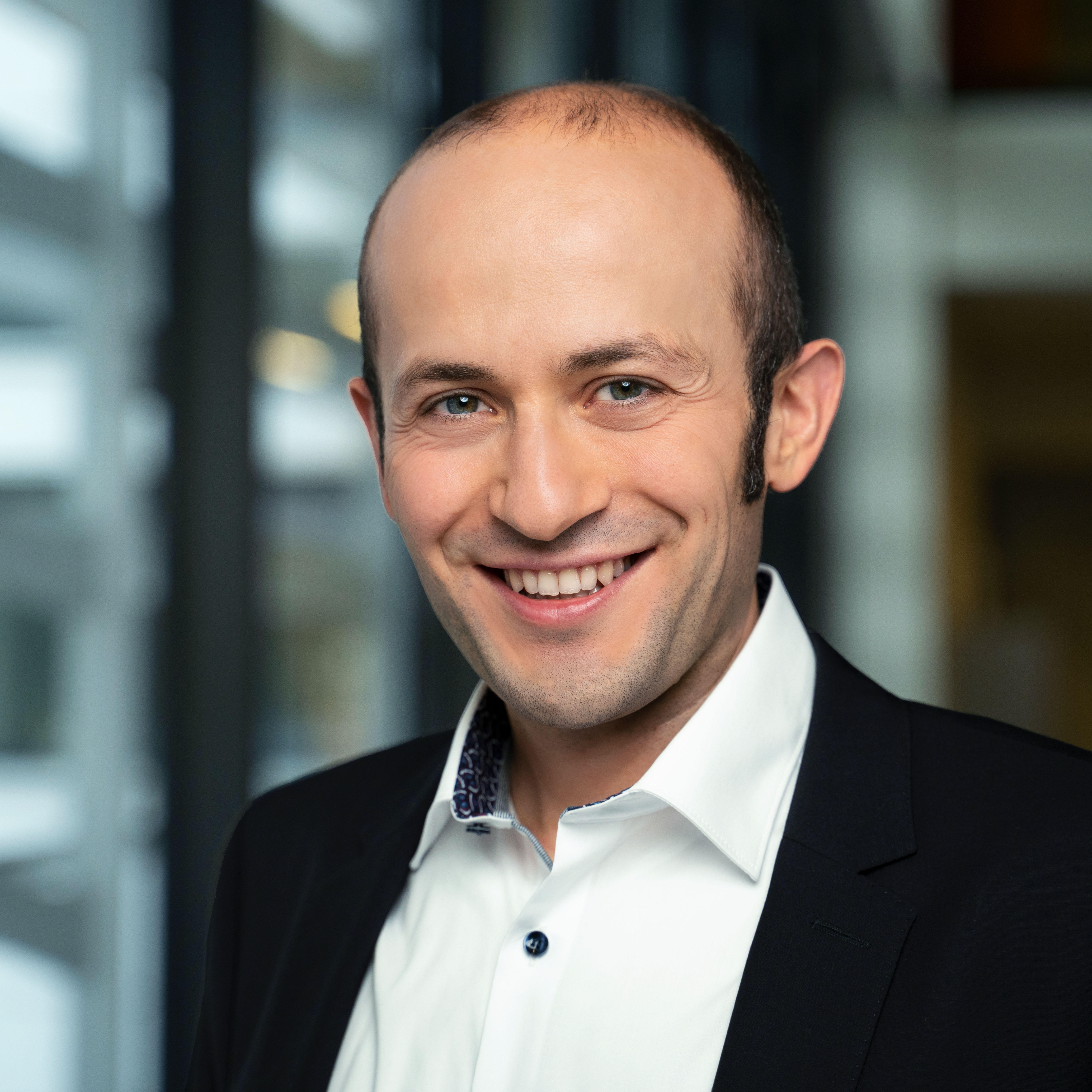
Bilal Gökce (2023)

Bilal Gökce (* 22. Dezember 1983 in Krefeld) ist ein deutscher Physiker mit türkischen Wurzeln und seit 2021 Professor für Materialwissenschaften und Additive Fertigung an der Fakultät für Maschinenbau und Sicherheitstechnik der Bergischen Universität Wuppertal.

## Leben
Bilal Gökces Eltern kamen als Gastarbeiter aus der Türkei nach Deutschland. Nach seinem Abitur im Jahr 2003 am Ricarda-Huch-Gymnasium in Krefeld studierte Bilal Gökce von 2003 bis 2008 Physik mit Schwerpunkt Festkörperphysik und Lasertechnik an der RWTH Aachen, wo er 2008 sein Diplom abschloss. Seine Diplomarbeit verfasste er am Fraunhofer-Institut für Lasertechnik (ILT) im Bereich der Lasermaterialbearbeitung von Werkzeugstählen und arbeitete dort von 2007 bis 2009 als Wissenschaftler.
Im Jahr 2009 zog er in die USA, um an der North Carolina State University in Raleigh im Bereich Laserphysik bei Kenan Gundogdu zu promovieren. Während seiner Promotionszeit erhielt er das North Carolina State University Provost’s Fellowship. Er schloss seine Promotion 2012 ab. Nach einer Postdoc-Phase von 2012 bis 2013 kehrte er nach Deutschland zurück, um von 2013 bis 2014 bei T-Systems International im Bereich Laserapplikationen zu arbeiten. 2014 bis 2018 habilitierte er sich im Bereich der Technischen Chemie an der Universität Duisburg-Essen und leitete dort die Gruppen Lasertechnologie und Nanokomposite. Von 2018 bis 2021 war er zudem Gruppenleiter für Werkstoffe für die Additive Fertigung in der Fakultät für Chemie.
Während seiner wissenschaftlichen Karriere hatte Bilal Gökce einen dreimonatigen Gastaufenthalt am Massachusetts Institute of Technology, Center for Material Science and Engineering, finanziert durch ein Forschungsstipendium des Deutschen Akademischen Austauschdiensts. Im Jahr 2020 wurde er in das Heisenberg-Programm der Deutschen Forschungsgemeinschaft aufgenommen und im Jahr 2021 zum Heisenberg-Professor und Lehrstuhlleiter an der Bergischen Universität Wuppertal ernannt.
Zusätzlich ist Bilal Gökce Editor der Zeitschrift Applied Surface Science, hat über 100 wissenschaftliche Artikel verfasst und mehrere Buchbeiträge geschrieben.
Bilal Gökce ist verheiratet und hat einen Sohn.

## Forschungsschwerpunkte
Bilal Gökce verfolgt einen multidisziplinären Ansatz, der Materialwissenschaft, laserbasierte Fertigung und Nanotechnologie vereint, um innovative Lösungen für verschiedene Anwendungen zu entwickeln. Er hat in mehreren Schlüsselbereichen signifikante Beiträge geleistet.
In der Additiven Fertigung konzentriert sich Gökce auf die Weiterentwicklung von Methoden wie Laser Powder Bed Fusion und Elektronenstrahlpulverbettfusion. Sein Schwerpunkt liegt dabei auf der Entwicklung von Materialien für Energieanwendungen mittels Additiver Fertigung. Hierbei stehen insbesondere hochleistungsfähige oxiddispersionsverstärkte Legierungen und magnetische Legierungen im Fokus seiner Forschung.
Die Forschung umfasst auch die Laserablation in Flüssigkeiten zur Synthese von Metall- und Metalloxid-Nanopartikeln. Diese Nanopartikel finden Anwendung in verschiedenen Kontexten, von magnetokalorischen Materialien bis hin zu bakteriziden Pulvern. Besondere Aufmerksamkeit gilt der hochskalierten kolloidalen Oberflächenadditivierung von Metall- und Polymerpulvern für die Powder Bed Fusion.

## Auszeichnungen und Preise
- 2009: North Carolina State University Provost's Fellowship
- 2015: Fellow der Global Young Faculty der Stiftung Mercator
- 2017: Forschungsstipendium des Deutschen Akademischen Austauschdiensts
- 2018: Fojtik-Henglein-Preis[4]
- 2020: Aufnahme in das Heisenberg-Programm der Deutschen Forschungsgemeinschaft[5]
- 2021: Berthold Leibinger Innovationspreis[6]